# Liste des tours de la Terre du Milieu
Cet article est une liste des tours de la Terre du Milieu, univers de fiction inventé par J. R. R. Tolkien.

## Barad Eithel

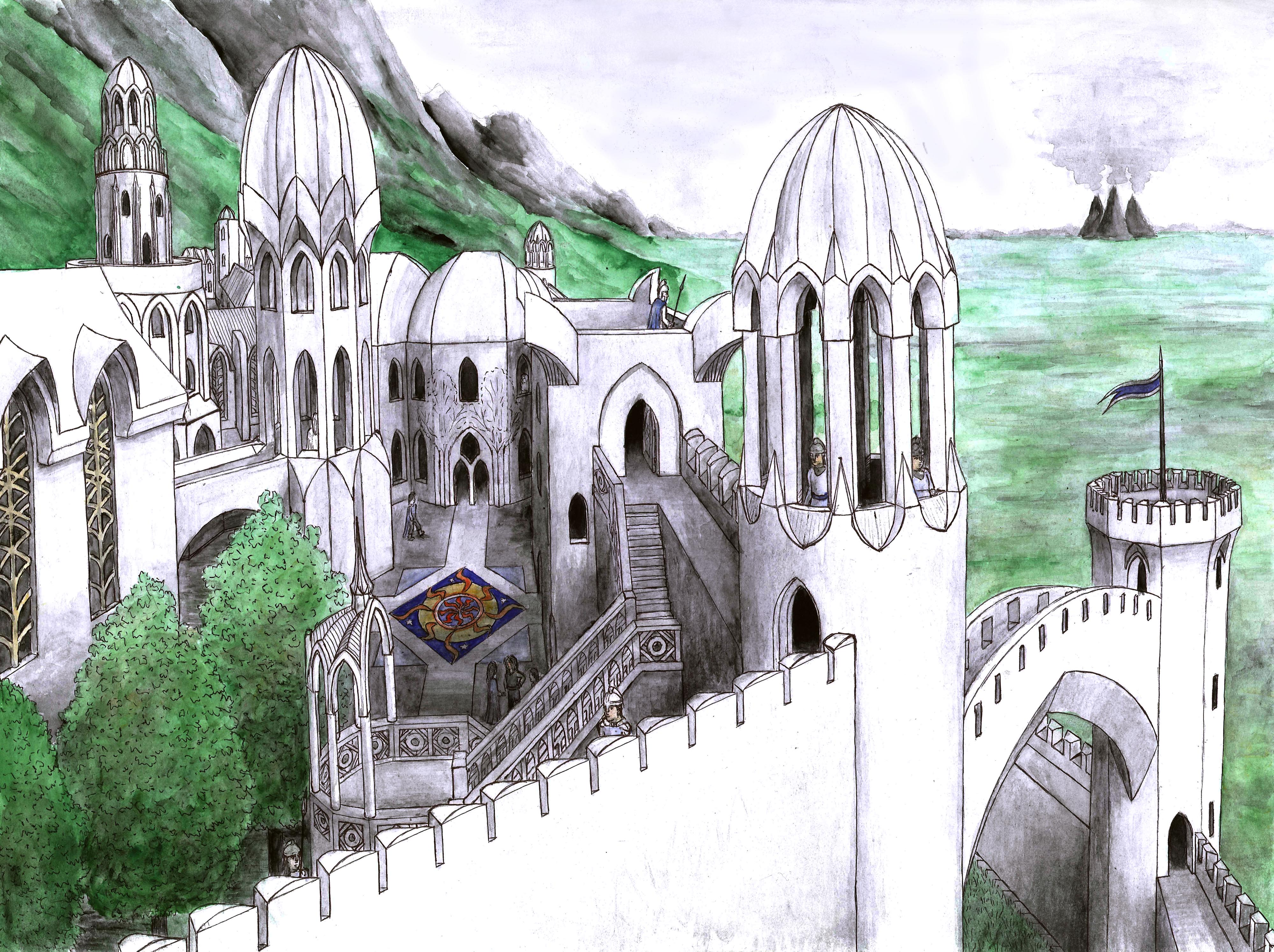
Dessin de Barad Eithel

La tour de Barad Eithel est située aux sources du Sirion, sur le versant oriental des Ered Wethrin, à l'ouest de la plaine d'Anfauglith. Elle est le poste avancé de la défense d'Hithlum. Hador et son fils cadet Gundor y sont tués durant la Dagor Bragollach en 455 P.A., puis le fils aîné de Hador, Galdor, y meurt à son tour en 462 P.A., alors que Morgoth l'assiège. Le fils de Galdor, Húrin, parvient toutefois à rompre le siège. La tour tombe définitivement sous le contrôle de Morgoth en 472 P.A., après les Nírnaeth Arnoediad. 
On ignore si la tour fut ensuite détruite.

## Barad Nimras
La tour de Barad Nimras (« Tour de la Corne Blanche » en sindarin) est fondée par Finrod en l'an 65 du Premier Âge, sur un cap entre les ports de Brithombar et Eglarest, afin de prévenir une éventuelle offensive de Morgoth par la mer. Toutefois, les Orques craignant l'eau, elle se révèle finalement inutile. Elle est abattue après la bataille des Nírnaeth Arnoediad, en 473 P.A., en même temps que chutent les deux ports.
Dans des versions antérieures du Silmarillion, elle a pour nom « Tindabel » ou « Tindobel », puis « Ingildon ».

## Tour de Durin
La Tour de Durin se situe au sommet du Zirakzigil, l'un des trois sommets qui surplombent la cité naine de Khazad-dûm. Dans Le Seigneur des anneaux, elle est le théâtre de la fin du combat qui oppose Gandalf au Balrog.